# PGA Tour
PGA Tour, PGA-touren, officiellt PGA TOUR, är organisationen som ansvarar för herrarnas professionella golftävlingar i Nordamerika och det är även samlingsnamnet på dessa tävlingar. Huvudkontoret ligger i Ponte Vedra Beach i Florida. Organisationen är helt separerad från PGA of America som är en intresseorganisation för spelarna. PGA of America ansvarar för PGA Championship och Senior PGA Championship samt samordnar Ryder Cup tillsammans med PGA European Tour.
Sedan 2017 är Jay Monahan kommissionär för PGA Tour.

## Historia
Touren börjande 1929 av Tommy Armour, Al Espinosa och J. J. Patterson, vilka kom att tillhöra den första tävlingsstyrelsen. På 1960-talet ökade tv-sändningarna av golftävlingarna på touren, vilket gjorde att intäkterna ökade. Detta gav en splittring inom organisationen; tourspelarna, med Jack Nicklaus och Arnold Palmer ville att de ökade intäkterna skulle gå till prissummorna på tävlingarna, medan PGA ville att pengarna skulle sättas in i en fond vars avkastning skulle gå till att utveckla idrotten på gräsrotsnivå. Detta ledde till att tourspelarna och PGA gick skilda vägar; tourspelarna grundade APG - American Professional Golfers, Inc - vilket som senare kom att bli PGA Tour och är helt självständigt från PGA of America. Tourspelarna gick med på att upphäva APG 1969 för att istället starta PGA "Tournament Players Division", som skulle vara helt autonom och verka under översyn från en kommitté på tio personer; fyra tourspelare, tre direktörer från PGA of America och tre utomstående personer, oftast direktörer från näringslivet. 
Joseph Dey, tidigare VD för USGA, kom att bli tourens första kommissionär 1969, och skrev under ett femårs kontrakt. Namnet ändrades 1975 till PGA Tour.
Utan tourspelarna så blev PGA of America primärt en organisation bestående av klubbtränare, men som fortsatte organiserandet av två evenemang; PGA Mästerskapet och Ryder Cup.

## PGA-tourens tävlingar
PGA-touren ansvarar för följande tävlingar som i huvudsak ligger i USA men även har en tävling i Kanada och en major i Europa, The Open Championship som arrangeras tillsammans med PGA European Tour. PGA Tour har ingen påverkan i hur de fyra majortävlingarna arrangeras, inte heller hur Ryder Cup eller LPGA Tourtävlingarna arrangeras. Vad PGA Tour faktiskt organiserar är nedanstående tourer samt Players Championship, FedEx-tävlingarna och Presidents Cup. 
- PGA Tour, huvudtävlingarna
- Champions Tour, för spelare äldre än 50 år
- Web.com Tour, utvecklingstour
- PGA Tour Latinoamérica, en internationell utvecklingstour
- PGA Tour Canada, ytterligare en internationell utvecklingstour
- PGA Tour China, även det en internationell utvecklingstour

PGA-touren hade även en årlig kvalificeringsskola (Qualifying School, Q school), en tävling som omfattar sex rundor och hålls varje höst. Innan 2013 var det officiella namnet på tävlingen PGA Tour Qualifying Tournament, men heter nu Web.com Tour Qualifying Tournament. Spelarna på de 25 bästa placeringarna samt delningar gavs spelrättigheter på efterföljande säsong på PGA-tour. Övriga spelare får spela på Web.com Tour.
Sedan 2013 får 50 spelare från Web.com Tour spelrättigheter på PGA-touren efterföljande säsong; de 25 bästa på säsongens penningliga samt de 25 bästa på penninglistan under höstens finalspel. Spelare som vinner tre tävlingar på Web.com tour blir automatiskt och direkt uppflyttade till PGA Touren. I och med 2017 är det 11 spelare som har blivit uppflyttade genom att vinna tre tävlingar på Web.com touren.
De 125 spelare som vunnit mest pengar på PGA-touren när året är slut har tourkortet säkrat för efterföljande säsong. Spelare som vinner en tävling är garanterad spel i två år framåt. Spelare som vinner World Golf Championships, The Tour Championship, Arnold Palmer Invitational eller Memorial Tournament är garanterade tre års spel och om en spelare vinner en major eller Players Championship så får han spela i fem år framåt.
Det finns inga regler som säger att endast herrar får delta på PGA-touren. 2003 deltog två damer, Annika Sörenstam och Suzy Whaley och 2004 och 2005 deltog  Michelle Wie i en tävling. De klarade inte cutten men Wie var nära och missade endast med ett slag 2004.
PGA-touren skänker stora pengar till välgörenhetsfonder i de städer som tävlingarna hålls. I februari 2005 var organisationen mitt i en kampanj för att nå sitt mål på en miljard dollar, vilket uppnåddes i slutet av säsongen. 

## Säsongen på PGA-touren

### Översikt
Tabellen nedan visar hur en säsong på PGA-touren är upplagd. Tävlingarna gäller för 2017 men det är bara små förändringar i spelschemat mellan åren. De enskilda tävlingarna byter ibland ort och även namn när de får nya sponsorer men huvudtävlingarna har fasta och traditionella platser och styr ofta uppläggningen av spelschemat. PGA-touren började innan 2013 året med SBS Championship vars start fält är begränsat till vinnarna i föregående års tävling. Den som vinner har garanterat sin plats på touren i fem år framåt.
Tre av de fyra majortävlingarna hålls inom en 8 veckorsperiod mellan juni och augusti. Detta kan minska intresset för tävlingarna i slutet på året speciellt för spelare som ligger högt i penningligan. Följande faktorer håller uppe intresset de sista månaderna på touren:
- Att vinna penningligan. Det avgörs dock ofta i god tid innan säsongsavslutningen.
- Att komma bland de 30 bästa i penningligan, för att kvalificera sig till den penningstinna och prestigefyllda säsongsfinalen, The Tour Championship, där vinnaren är garanterad spel i fem år framåt.
- Att komma bland de 125 bästa i penningligan så att spelaren är garanterad spel efterföljande säsong. Spelare som ligger på gränsen spelar ofta tourtävlingar varje vecka de sista månaderna under säsongen.
- De sista tävlingarna kallas för "Fall Finish", höstavslutning. För de 10 bästa placeringarna i dessa tävlingar erhåller spelarna poäng och den spelare som får flest poäng vinner även ytterligare prispengar.

Det är 48 tävlingar på 44 veckor, bland annat en lagtävling utan prispengar. De flesta spelarna ställer upp i mellan 20 och 30 tävlingar under säsongen. Det geografiska spelschemat bestäms av vädret. Touren börjar på Hawaii i januari och därefter tävlar man i Kalifornien och Arizona under nästan två månader för att senare flyttas över till Florida. I april drar sig tävlingarna norrut och sommarmånaderna tillbringas i nordöstra och västra USA. Under hösten drar sig touren söderut igen.

### Spelschema
Spelschema för 2018:
Totalt arrangeras 49 tävlingar, varav två är nya: CJ Cup och Corales Puntacana Resort and Club Championship. Den sistnämnda var 2017 en tävling på Web.com Tour, men som denna säsong är en tävling på PGA Tour. Puerto Rico Open, ursprungligen arrangerad som en alternativtävling samtidigt som WGC-Mexico Championship, ersattes av en inofficiell välgörenhetstävling på grund av orkanen Maria. Tävlingen kommer att  återigen vara en officiell PGA Tourtävling 2019 och 2020.
| Datum  | Tävling                                        | Spelplats               | Vinnare         | OWGR poäng | Noter                                    |
| ------ | ---------------------------------------------- | ----------------------- | --------------- | ---------- | ---------------------------------------- |
| Okt 8  | Safeway Open                                   | Kalifornien             | Brendan Steele  | 26         |                                          |
| Okt 15 | CIMB Classic                                   | Malaysia                | Pat Perez       | 48         | I samarbete med Astientouren             |
| Okt 22 | CJ Cup                                         | Sydkorea                | Justin Thomas   | 50         | Ny tävling                               |
| Okt 29 | WGC-HSBC Champions                             | Kina                    | Justin Rose     | 64         | World Golf Championships                 |
| Okt 29 | Sanderson Farms Championship                   | Mississippi             | Ryan Armour     | 24         | Alternativtävling                        |
| Nov 5  | Shriners Hospitals for Children Open           | Nevada                  | Patrick Cantlay | 30         |                                          |
| Nov 12 | OHL Classic at Mayakoba                        | Mexiko                  | Patton Kizzire  | 32         |                                          |
| Nov 19 | RSM Classic                                    | Georgia                 | Austin Cook     | 30         |                                          |
| Jan 7  | Sentry Tournament of Champions                 | Hawaii                  | Dustin Johnson  | 56         | Exklusiv till förra säsongens vinnare    |
| Jan 14 | Sony Open in Hawaii                            | Hawaii                  | Patton Kizzire  | 48         |                                          |
| Jan 21 | CareerBuilder Challenge                        | Kalifornien             | Jon Rahm        | 40         | Kändis pro-am                            |
| Jan 28 | Farmers Insurance Open                         | Kalifornien             | Jason Day       | 54         |                                          |
| Feb 4  | Waste Management Phoenix Open                  | Arizona                 | Gary Woodland   | 60         |                                          |
| Feb 11 | AT&T Pebble Beach Pro-Am                       | Kalifornien             | Ted Potter Jr.  | 54         | Kändis pro-am                            |
| Feb 18 | Genesis Open                                   | Kalifornien             | Bubba Watson    | 62         |                                          |
| Feb 25 | The Honda Classic                              | Florida                 | Justin Thomas   | 52         |                                          |
| Mar 4  | WGC-Mexico Championship                        | Mexiko                  | Phil Mickelson  | 72         | World Golf Championships                 |
| Mar 11 | Valspar Championship                           | Florida                 | Paul Casey      | 52         |                                          |
| Mar 18 | Arnold Palmer Invitational                     | Florida                 | Rory McIlroy    | 58         | Inbjudningstävling                       |
| Mar 25 | WGC-Dell Technologies Match Play               | Texas                   | Bubba Watson    | 74         | World Golf Championships                 |
| Mar 25 | Corales Puntacana Resort and Club Championship | Dominikanska republiken | Brice Garnett   | 24         | Ny tävling på PGA Tour Alternativtävling |
| Apr 1  | Houston Open                                   | Texas                   | Ian Poulter     | 48         |                                          |
| Apr 8  | Masters Tournament                             | Georgia                 | Patrick Reed    | 100        | Major                                    |
| Apr 15 | RBC Heritage                                   | South Carolina          |                 |            | Inbjudningstävling                       |
| Apr 22 | Valero Texas Open                              | Texas                   |                 |            |                                          |
| Apr 29 | Zurich Classic of New Orleans                  | Louisiana               |                 |            | Lagtävling                               |
| Maj 6  | Wells Fargo Championship                       | North Carolina          |                 |            |                                          |
| Maj 13 | The Players Championship                       | Florida                 |                 | 80         | Flagship event                           |
| Maj 20 | AT&T Byron Nelson                              | Texas                   |                 |            |                                          |
| Maj 27 | Dean & DeLuca Invitational                     | Texas                   |                 |            | Inbjudningstävling                       |
| Jun 3  | The Memorial Tournament                        | Ohio                    |                 |            | Inbjudningstävling                       |
| Jun 10 | FedEx St. Jude Classic                         | Tennessee               |                 |            |                                          |
| Jun 17 | U.S. Open                                      | New York                |                 | 100        | Major                                    |
| Jun 24 | Travelers Championship                         | Connecticut             |                 |            |                                          |
| Jul 1  | The National                                   | Annonseras snart        |                 |            | Inbjudningstävling                       |
| Jul 8  | Greenbrier Classic                             | West Virginia           |                 |            |                                          |
| Jul 15 | John Deere Classic                             | Illinois                |                 |            |                                          |
| Jul 22 | The Open Championship                          | Skottland               |                 | 100        | Major                                    |
| Jul 22 | Barbasol Championship                          | Kentucky                |                 |            | Alternativtävling                        |
| Jul 29 | RBC Canadian Open                              | Ontario                 |                 |            |                                          |
| Aug 5  | WGC-Bridgestone Invitational                   | Ohio                    |                 |            | World Golf Championships                 |
| Aug 5  | Barracuda Championship                         | Nevada                  |                 |            | Alternativtävling                        |
| Aug 12 | PGA Championship                               | Missouri                |                 | 100        | Major                                    |
| Aug 19 | Wyndham Championship                           | North Carolina          |                 |            |                                          |
| Aug 26 | The Northern Trust                             | New Jersey              |                 |            | FedEx Cup Playoffs                       |
| Sep 3  | Dell Technologies Championship                 | Massachusetts           |                 |            | FedEx Cup Playoffs                       |
| Sep 9  | BMW Championship                               | Pennsylvania            |                 |            | FedEx Cup Playoffs                       |
| Sep 23 | Tour Championship                              | Georgia                 |                 |            | FedEx Cup Playoffs                       |

För de senaste uppgifterna om spelschema, se PGA Tour.

### Förändringar från och med säsong 2013
Den 20 mars 2012 annonserade touren att ändringar kommer att göras i tävlingssäsongen samt att Qualifying School skulle genomgå förändringar.  Detta resulterade i att 2013 års säsong kom att bli den sista att spelas under ett kalenderår, medan 2014 års säsong startade i oktober 2013, kort efter Tour Championship. Med fall series som nu öppnar säsongen kommer dessa tävlingar ges FedEx Cup-poäng.
Qualifying School ger inte längre spelrättigheter till PGA Touren, utan ger enbart spelrättigheter på Web.com Tour.
Kriterierna för att behålla sina spelrättigheter (det s.k. tourkortet) på PGA Touren förändrades också. Fram tills 2012 fick de spelare som var top-125 på penninglistan vid slutet av säsongen behålla sina tourkort. År 2013 gjorde touren i övergången mellan förändringarna att spelarna som låg top-125 på antingen FedEx-rankingen eller på penninglistan fick behålla sina tourkort, detta då säsongen blev så kort.  I juni 2016 gick touren ut och annonserade att från och med säsongen 2017-2018 är penninglistan inte kommer säkra spelarna sina tourkort, utan tourspelare måste placera sig top-125 på FedEx-listan för att behålla sina spelrättigheter.

### Tävlingskategorier (Status)
- Majors: De fyra största tävlingarna under året.
- World Golf Championships: Ett antal tävlingar som även är sanktionerade av PGA European Tour och som drar till sig världens bästa golfspelare även om de inte är medlemmar på PGA-touren.
- Special: Två tävlingar anges som speciella:
  - The Hyundai Tournament of Champions, årets första tävling har ett startfält bestående enbart att fjolårets vinnare på PGA Touren, vilket gör att startfältet är betydligt mindre och inte har någon kvalgräns efter 36 hål.
  - The Players Championship är den enda tävlingen utöver majors och World Golf Championships som årligen attraherar elitspelare från hela världen och tävlingen ges en officiellt unik status av Official World Golf Ranking och ges precis som majors ett på förhand fast världsrankingpoäng (80), till skillnad från majors där det är 100 poäng.
- Playoff event: Säsongen avslutas med fyra tävlingar där startfältet består av spelarnas FedEx ranking. Spelare top-125 får spela The Barclays, top-100 får spela Deutsche Bank Championship veckan därefter, top-70 får spela BMW Championship och top-30 får spela The Tour Championship.
- Team: Lag med 12 spelare tävlar i Ryder Cup och Presidents Cup vartannat år. I dessa tävlingar finns inga prispengar.
- Invitational: Dessa tävlingar är liknande vanliga - "regular" - tävlingar, men har ett mindre startfält på omkring 120-135 spelare. Top-70 på fjolårets FedEx-lista ges en inbjudan samt tidigare vinnare av tävlingen. Det finns fem inbjudningstävlingar på PGA Touren, däribland Arnold Palmer Invitational och the Memorial.
- Regular: vanliga tävlingar på touren. Regulartävlingar varierar i status men tabellen visar inte vilka som är mer prestigefyllda än andra, eftersom det är en subjektiv fråga och prissummorna i tävlingarna varierar inte speciellt mycket. Faktorer som spelar in för statusen är när under säsongen tävlingen arrangeras, hur länge den har spelats, vilka som har vunnit tidigare, banans rykte och koppling till golflegender.
- Alternativtävling: Tävlingar som spelas samma vecka som större tävlingar och som därför inte drar till sig de bästa spelarna och därmed har lägre prissummor.
- Fall Series: Efter slutspelsfinalen (The Tour Championship) så drar den nya säsongen igång i oktober. Dessa tävlingar brukar högre rankade spelare att välja bort i sina tävlingsscheman, vilket ger lägre rankade spelare möjligheten till att avancera bättre placeringar.

Det finns även tävlingar som uppmärksammas av PGA Tour men som inte har officiella prispengar. De flesta av dessa tävlingar hålls under november och december.

## Vinnare av penningligan samt flest vinster under säsongen
Sedan 1981 vinner ledaren av penningligan Arnold Palmer Award.
| År   | Vinnare av penningligan     | Vinstpengar ($)             | Flest vinster |
| ---- | --------------------------- | --------------------------- | --- |
| 2017 | Justin Thomas               | 9,921,560                   | 5: Justin Thomas |
| 2016 | Dustin Johnson              | 9,365,185                   | 3: Jason Day, Dustin Johnson                                                                                        |
| 2015 | Jordan Spieth               | 12,030,465                  | 5: Jason Day, Jordan Spieth                                                                                         |
| 2014 | Rory McIlroy (2)            | 8,280,096                   | 3: Rory McIlroy, Jimmy Walker                                                                                       |
| 2013 | Tiger Woods (10)            | 8,553,439                   | 5: Tiger Woods |
| 2012 | Rory McIlroy (1)            | 8,047,952                   | 4: Rory McIlroy |
| 2011 | Luke Donald                 | 6,683,214                   | 2: Keegan Bradley, Luke Donald, Webb Simpson, Steve Stricker, Nick Watney, Bubba Watson, Mark Wilson                |
| 2010 | Matt Kuchar                 | 4,910,477                   | 3: Jim Furyk |
| 2009 | Tiger Woods (9)             | 10,508,163                  | 6: Tiger Woods |
| 2008 | Vijay Singh (3)             | 6,601,094                   | 4: Tiger Woods |
| 2007 | Tiger Woods (8)             | 10,867,052                  | 7: Tiger Woods |
| 2006 | Tiger Woods (7)             | 9,941,563                   | 8: Tiger Woods |
| 2005 | Tiger Woods (6)             | 10,628,024                  | 6: Tiger Woods |
| 2004 | Vijay Singh (2)             | 10,905,166                  | 9: Vijay Singh |
| 2003 | Vijay Singh (1)             | 7,573,907                   | 5: Tiger Woods |
| 2002 | Tiger Woods (5)             | 6,912,625                   | 5: Tiger Woods |
| 2001 | Tiger Woods (4)             | 5,687,777                   | 5: Tiger Woods |
| 2000 | Tiger Woods (3)             | 9,188,321                   | 9: Tiger Woods |
| 1999 | Tiger Woods (2)             | 6,616,585                   | 8: Tiger Woods |
| 1998 | David Duval                 | 2,591,031                   | 4: David Duval |
| 1997 | Tiger Woods (1)             | 2,066,833                   | 4: Tiger Woods |
| 1996 | Tom Lehman                  | 1,780,159                   | 4: Phil Mickelson                                                                                                   |
| 1995 | Greg Norman (3)             | 1,654,959                   | 3: Lee Janzen, Greg Norman                                                                                          |
| 1994 | Nick Price (2)              | 1,499,927                   | 6: Nick Price |
| 1993 | Nick Price (1)              | 1,478,557                   | 4: Nick Price |
| 1992 | Fred Couples                | 1,344,188                   | 3: John Cook; Fred Couples; Davis Love III                                                                          |
| 1991 | Corey Pavin                 | 979,430                     | 2: Billy Andrade, Mark Brooks, Fred Couples, Andrew Magee, Corey Pavin, Nick Price, Tom Purtzer, Ian Woosnam        |
| 1990 | Greg Norman (2)             | 1,165,477                   | 4: Wayne Levi |
| 1989 | Tom Kite (2)                | 1,395,278                   | 3: Tom Kite; Steve Jones                                                                                            |
| 1988 | Curtis Strange (3)          | 1,147,644                   | 4: Curtis Strange                                                                                                   |
| 1987 | Curtis Strange (2)          | 925,941                     | 3: Paul Azinger; Curtis Strange                                                                                     |
| 1986 | Greg Norman (1)             | 653,296                     | 4: Bob Tway |
| 1985 | Curtis Strange (1)          | 542,321                     | 3: Curtis Strange; Lanny Wadkins                                                                                    |
| 1984 | Tom Watson (5)              | 476,260                     | 3: Tom Watson; Denis Watson                                                                                         |
| 1983 | Hal Sutton                  | 426,668                     | 2: Seve Ballesteros, Jim Colbert, Mark McCumber, Gil Morgan, Calvin Peete, Hal Sutton, Lanny Wadkins, Fuzzy Zoeller |
| 1982 | Craig Stadler               | 446,462                     | 4: Craig Stadler, Tom Watson, Calvin Peete                                                                          |
| 1981 | Tom Kite (1)                | 375,699                     | 4: Bill Rogers |
| 1980 | Tom Watson (4)              | 530,808                     | 7: Tom Watson |
| 1979 | Tom Watson (3)              | 462,636                     | 5: Tom Watson |
| 1978 | Tom Watson (2)              | 362,429                     | 5: Tom Watson |
| 1977 | Tom Watson (1)              | 310,653                     | 5: Tom Watson |
| 1976 | Jack Nicklaus (8)           | 266,439                     | 3: Ben Crenshaw, Hubert Green                                                                                       |
| 1975 | Jack Nicklaus (7)           | 298,149                     | 5: Jack Nicklaus |
| 1974 | Johnny Miller               | 353,022                     | 8: Johnny Miller |
| 1973 | Jack Nicklaus (6)           | 308,362                     | 7: Jack Nicklaus |
| 1972 | Jack Nicklaus (5)           | 320,542                     | 7: Jack Nicklaus |
| 1971 | Jack Nicklaus (4)           | 244,491                     | 6: Lee Trevino |
| 1970 | Lee Trevino                 | 157,037                     | 4: Billy Casper |
| 1969 | Frank Beard                 | 164,707                     | 3: Billy Casper, Raymond Floyd, Dave Hill, Jack Nicklaus                                                            |
| 1968 | Billy Casper (2)            | 205,169                     | 6: Billy Casper |
| 1967 | Jack Nicklaus (3)           | 188,998                     | 5: Jack Nicklaus |
| 1966 | Billy Casper (1)            | 121,945                     | 4: Billy Casper |
| 1965 | Jack Nicklaus (2)           | 140,752                     | 5: Jack Nicklaus |
| 1964 | Jack Nicklaus (1)           | 113,285                     | 5: Tony Lema |
| 1963 | Arnold Palmer (4)           | 128,230                     | 7: Arnold Palmer |
| 1962 | Arnold Palmer (3)           | 81,448                      | 8: Arnold Palmer |
| 1961 | Gary Player                 | 64,540                      | 6: Arnold Palmer |
| 1960 | Arnold Palmer (2)           | 75,263                      | 8: Arnold Palmer |
| 1959 | Art Wall, Jr.               | 53,168                      | 5: Gene Littler |
| 1958 | Arnold Palmer (1)           | 42,608                      | 4: Ken Venturi |
| 1957 | Dick Mayer                  | 65,835                      | 4: Arnold Palmer |
| 1956 | Ted Kroll                   | 72,836                      | 4: Mike Souchak |
| 1955 | Julius Boros (2)            | 63,122                      | 6: Cary Middlecoff                                                                                                  |
| 1954 | Bob Toski                   | 65,820                      | 4: Bob Toski |
| 1953 | Lew Worsham                 | 34,002                      | 5: Ben Hogan |
| 1952 | Julius Boros (1)            | 37,033                      | 5: Jack Burke, Jr., Sam Snead                                                                                       |
| 1951 | Lloyd Mangrum               | 26,089                      | 6: Cary Middlecoff                                                                                                  |
| 1950 | Sam Snead (3)               | 35,759                      | 11: Sam Snead |
| 1949 | Sam Snead (2)               | 31,594                      | 7: Cary Middlecoff                                                                                                  |
| 1948 | Ben Hogan (5)               | 32,112                      | 10: Ben Hogan |
| 1947 | Jimmy Demaret               | 27,937                      | 7: Ben Hogan |
| 1946 | Ben Hogan (4)               | 42,556                      | 13: Ben Hogan |
| 1945 | Byron Nelson (2)            | 63,336                      | 18: Byron Nelson |
| 1944 | Byron Nelson (1)            | 37,968                      | 8: Byron Nelson |
| 1943 | Ingen data om vinnare finns | Ingen data om vinnare finns | 1: Sam Byrd, Harold McSpaden, Steve Warga                                                                           |
| 1942 | Ben Hogan (3)               | 13,143                      | 6: Ben Hogan |
| 1941 | Ben Hogan (2)               | 18,358                      | 7: Sam Snead |
| 1940 | Ben Hogan (1)               | 10,655                      | 6: Jimmy Demaret |
| 1939 | Henry Picard                | 10,303                      | 8: Henry Picard |
| 1938 | Sam Snead (1)               | 19,534                      | 8: Sam Snead |
| 1937 | Harry Cooper                | 14,139                      | 8: Harry Cooper |
| 1936 | Horton Smith                | 7,682                       | 3: Ralph Guldahl, Jimmy Hines, Henry Picard                                                                         |
| 1935 | Johnny Revolta              | 9,543                       | 5: Henry Picard, Johnny Revolta                                                                                     |
| 1934 | Paul Runyan                 | 6,767                       | 7: Paul Runyan |
| 1933 |                             |                             | 9: Paul Runyan |
| 1932 |                             |                             | 4: Gene Sarazen |
| 1931 |                             |                             | 4: Wiffy Cox |
| 1930 |                             |                             | 8: Gene Sarazen |
| 1929 |                             |                             | 8: Horton Smith |
| 1928 |                             |                             | 7: Bill Mehlhorn |
| 1927 |                             |                             | 7: Johnny Farrell                                                                                                   |
| 1926 |                             |                             | 5: Bill Mehlhorn, Macdonald Smith                                                                                   |
| 1925 |                             |                             | 5: Leo Diegel |
| 1924 |                             |                             | 5: Walter Hagen |
| 1923 |                             |                             | 5: Walter Hagen, Joe Kirkwood, Sr.                                                                                  |
| 1922 |                             |                             | 4: Walter Hagen |
| 1921 |                             |                             | 4: Jim Barnes |
| 1920 |                             |                             | 4: Jock Hutchison                                                                                                   |
| 1919 |                             |                             | 5: Jim Barnes |
| 1918 |                             |                             | 1: Patrick Doyle, Walter Hagen, Jock Hutchison                                                                      |
| 1917 |                             |                             | 2: Jim Barnes, Mike Brady                                                                                           |
| 1916 |                             |                             | 3: Jim Barnes |

### Flerfaldiga vinnare av penningligan
- 10: Tiger Woods
- 8: Jack Nicklaus
- 5: Ben Hogan, Tom Watson
- 4: Arnold Palmer
- 3: Sam Snead, Curtis Strange, Greg Norman, Vijay Singh
- 2: Byron Nelson, Julius Boros, Billy Casper, Tom Kite, Nick Price, Rory McIlroy

## Player of the year och rookie of the year
PGA Player of the Year Award har delats ut sedan 1948, men sedan 1990 delas två utmärkelser ut; PGA Player of the Year samt PGA Tour Player of the Year. PGA of America delar ut priset PGA Player of the Year till en spelare varje år genom ett specifikt poängsystem som har använts sedan 1982. Detta system bygger på poäng spelare tilldelas genom placeringar på tävlingar, samt bonusar för vinster i majors, spelarens placering på penninglistan och snittresultatet över en säsong. Den andra utmärkelsen, PGA Tour Player of the Year, har sedan 1990 delats ut årligen till spelare på PGA Touren. Val av spelare baseras på röster från spelarna på touren, och erhåller då Jack Nicklaus Trophy.
Sedan 1990 har även Rookie of the Year Award delats ut, och utmärkelsen går till den spelare som spelar sin första säsong på PGA Touren och spelar ihop mer vinstpengar än övriga rookies.
| År   | PGA Player of the Year | PGA Tour Player of the Year | PGA Tour Rookie of the Year |
| ---- | ---------------------- | --------------------------- | --------------------------- |
| 2017 | Justin Thomas          | Justin Thomas               | Xander Schauffele           |
| 2016 | Dustin Johnson         | Dustin Johnson              | Emiliano Grillo             |
| 2015 | Jordan Spieth          | Jordan Spieth               | Daniel Berger               |
| 2014 | Rory McIlroy           | Rory McIlroy                | Chesson Hadley              |
| 2013 | Tiger Woods            | Tiger Woods                 | Jordan Spieth               |
| 2012 | Rory McIlroy           | Rory McIlroy                | John Huh                    |
| 2011 | Luke Donald            | Luke Donald                 | Keegan Bradley              |
| 2010 | Jim Furyk              | Jim Furyk                   | Rickie Fowler               |
| 2009 | Tiger Woods            | Tiger Woods                 | Marc Leishman               |
| 2008 | Pádraig Harrington     | Pádraig Harrington          | Andrés Romero               |
| 2007 | Tiger Woods            | Tiger Woods                 | Brandt Snedeker             |
| 2006 | Tiger Woods            | Tiger Woods                 | Trevor Immelman             |
| 2005 | Tiger Woods            | Tiger Woods                 | Sean O'Hair                 |
| 2004 | Vijay Singh            | Vijay Singh                 | Todd Hamilton               |
| 2003 | Tiger Woods            | Tiger Woods                 | Ben Curtis                  |
| 2002 | Tiger Woods            | Tiger Woods                 | Jonathan Byrd               |
| 2001 | Tiger Woods            | Tiger Woods                 | Charles Howell III          |
| 2000 | Tiger Woods            | Tiger Woods                 | Michael Clark II            |
| 1999 | Tiger Woods            | Tiger Woods                 | Carlos Franco               |
| 1998 | Mark O'Meara           | Mark O'Meara                | Steve Flesch                |
| 1997 | Tiger Woods            | Tiger Woods                 | Stewart Cink                |
| 1996 | Tom Lehman             | Tom Lehman                  | Tiger Woods                 |
| 1995 | Greg Norman            | Greg Norman                 | Woody Austin                |
| 1994 | Nick Price             | Nick Price                  | Ernie Els                   |
| 1993 | Nick Price             | Nick Price                  | Vijay Singh                 |
| 1992 | Fred Couples           | Fred Couples                | Mark Carnevale              |
| 1991 | Corey Pavin            | Fred Couples                | John Daly                   |
| 1990 | Nick Faldo             | Wayne Levi                  | Robert Gamez                |

| År   | PGA Player of the Year |
| ---- | ---------------------- |
| 1989 | Tom Kite               |
| 1988 | Curtis Strange         |
| 1987 | Paul Azinger           |
| 1986 | Bob Tway               |
| 1985 | Lanny Wadkins          |
| 1984 | Tom Watson             |
| 1983 | Hal Sutton             |
| 1982 | Tom Watson             |
| 1981 | Bill Rogers            |
| 1980 | Tom Watson             |
| 1979 | Tom Watson             |
| 1978 | Tom Watson             |
| 1977 | Tom Watson             |
| 1976 | Jack Nicklaus          |
| 1975 | Jack Nicklaus          |
| 1974 | Johnny Miller          |
| 1973 | Jack Nicklaus          |
| 1972 | Jack Nicklaus          |
| 1971 | Lee Trevino            |
| 1970 | Billy Casper           |
| 1969 | Orville Moody          |
| 1968 | Ingen utmärkelse       |
| 1967 | Jack Nicklaus          |
| 1966 | Billy Casper           |
| 1965 | Dave Marr              |
| 1964 | Ken Venturi            |
| 1963 | Julius Boros           |
| 1962 | Arnold Palmer          |
| 1961 | Jerry Barber           |
| 1960 | Arnold Palmer          |
| 1959 | Art Wall, Jr.          |
| 1958 | Dow Finsterwald        |
| 1957 | Dick Mayer             |
| 1956 | Jack Burke, Jr.        |
| 1955 | Doug Ford              |
| 1954 | Ed Furgol              |
| 1953 | Ben Hogan              |
| 1952 | Julius Boros           |
| 1951 | Ben Hogan              |
| 1950 | Ben Hogan              |
| 1949 | Sam Snead              |
| 1948 | Ben Hogan              |

### Flerfaldiga vinnare av Player of the Year Award
- 11: Tiger Woods
- 6: Tom Watson
- 5: Jack Nicklaus
- 4: Ben Hogan
- 2: Julius Boros, Billy Casper, Rory McIlroy, Arnold Palmer, Nick Price

Följande spelare har vunnit PGA Tour Player of the Year Award (som har delats ut sedan 1990) år 2016 mer än en gång:
- 11: Tiger Woods
- 2: Fred Couples, Rory McIlroy, Nick Price

## Kommissionärer
| No. | Namn        | Position  | Antal år |
| --- | ----------- | --------- | -------- |
| 1   | Joe Dey     | 1969−1974 | 5        |
| 2   | Deane Beman | 1974−1994 | 20       |
| 3   | Tim Finchem | 1994−2016 | 22       |
| 4   | Jay Monahan | 2017−     |          |